# 페기 누넌
마거릿 엘런 "페기" 누넌(영어: Margaret Ellen "Peggy" Noonan, 1950년 9월 7일 ~ )은 미국의 칼럼니스트이다. 《월 스트리트 저널》, NBC 뉴스, ABC 뉴스 등에 기고했으며 1984년부터 1986년까지 로널드 레이건 미국 대통령의 연설 작성을 맡았다. 다섯 권의 저서가 뉴욕 타임스의 베스트셀러 목록에 올랐으며, 자선 콘서트 《미국: 영웅에 대한 찬사》(America: A Tribute to Heroes)에 작가로 참여하여 에미상 후보에 올랐다. 2017년 퓰리처상 논평 부문을 수상했다.